# Rothschönberger Stolln

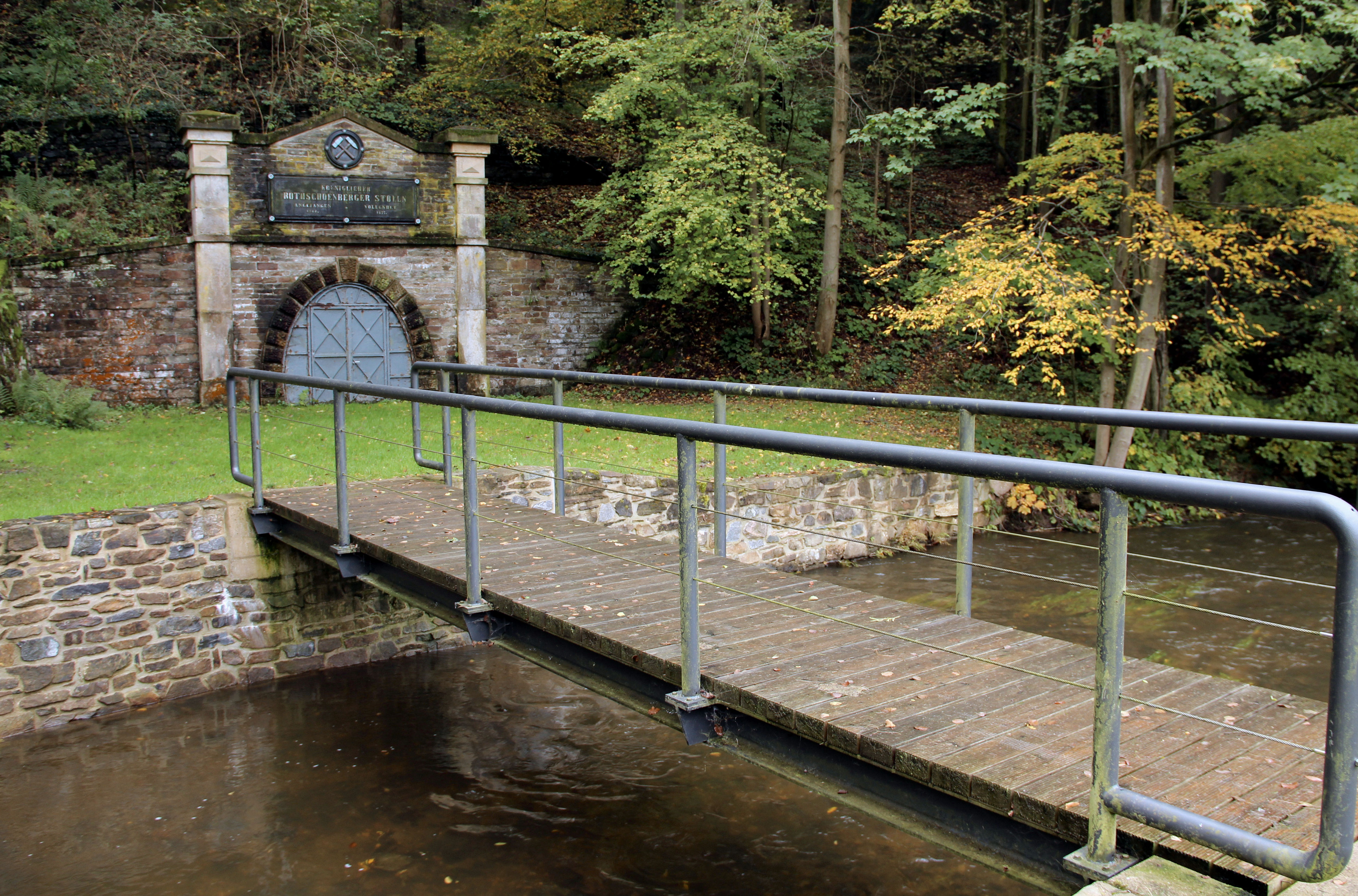
Das Hauptstollnmundloch an der Triebisch

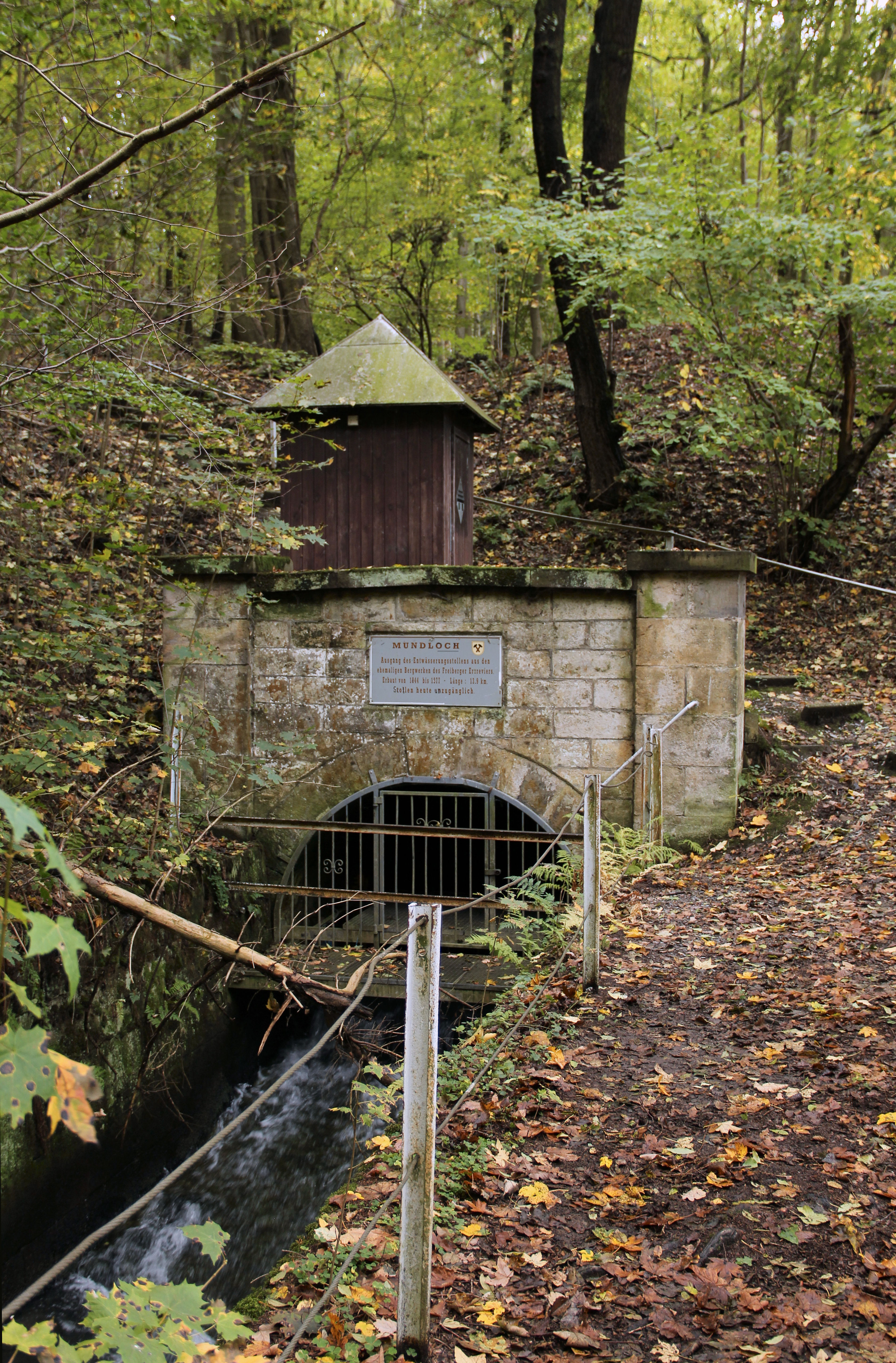
Röschenmundloch an der Triebisch

Der Rothschönberger Stolln ist ein Wasserlösungsstolln des Freiberger und Brander Bergreviers. Er besteht aus einem fiskalischen und einem Revierteil. Der fiskalische Teil des Stollns war der staatlich finanzierte Teil, während die Kosten für die Errichtung des Revierteils von den Freiberger Gruben getragen wurden.
Der Stolln wurde von 1844 bis 1882 aufgefahren und hat mit seinen Nebenanlagen eine Gesamtlänge von 50,9 km und ist mit 8 Lichtlöchern ausgestattet. Das durchschnittliche Gefälle beträgt 0,033 %. Die lichte Weite beträgt 2,50 m, die lichte Höhe im unteren Stollnabschnitt (zwischen Rothschönberg und dem VII. Lichtloch) 3,00 m und oberhalb des VII. Lichtlochs 1,50 m. Damit ist zur Kontrolle und Wartung eine Befahrbarkeit mit Booten gegeben. Das Mundloch, das den Austritt des Wassers in die Triebisch ermöglicht, liegt in der Gemeinde Klipphausen in der Nähe der Ortsteile Rothschönberg, Burkhardswalde und Munzig im Landkreis Meißen. Der Wasserdurchfluss beträgt pro Sekunde 685 Liter (HHQ: 14,0 m³/s am 12. August 2002 und NNQ: 80 l/s am 27. September 1942). Die Baukosten beliefen sich auf 7.186.697,43 Reichsmark und überschritten den Voranschlag um 79 %.
Der Stolln besitzt zwei Mundlöcher zur Triebisch, neben dem auf 191,5 m ü. NHN liegenden Hauptstollnmundloch existiert noch das Mundloch der Triebisch-Rösche. Von den ursprünglich acht Lichtlöchern sind heute noch drei mit ihren Huthäusern erhalten. Dies sind neben dem IV. Lichtloch bei Reinsberg noch das VII. und VIII. Lichtloch bei Halsbrücke. Von den weiteren Lichtlöchern wurden die Schachtgebäude, vom II. und III. Lichtloch auch die Halden abgetragen.
Der Rothschönberger Stolln ist Bestandteil der seit 2019 zum UNESCO-Welterbe gehörenden Montanregion Erzgebirge/Krušnohoří.

## Geschichte

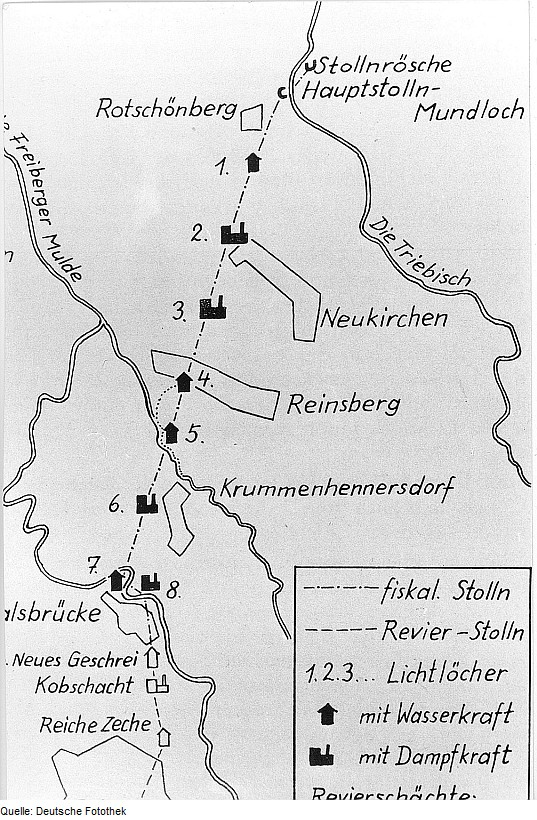
Verlauf des Rothschönberger Stollns

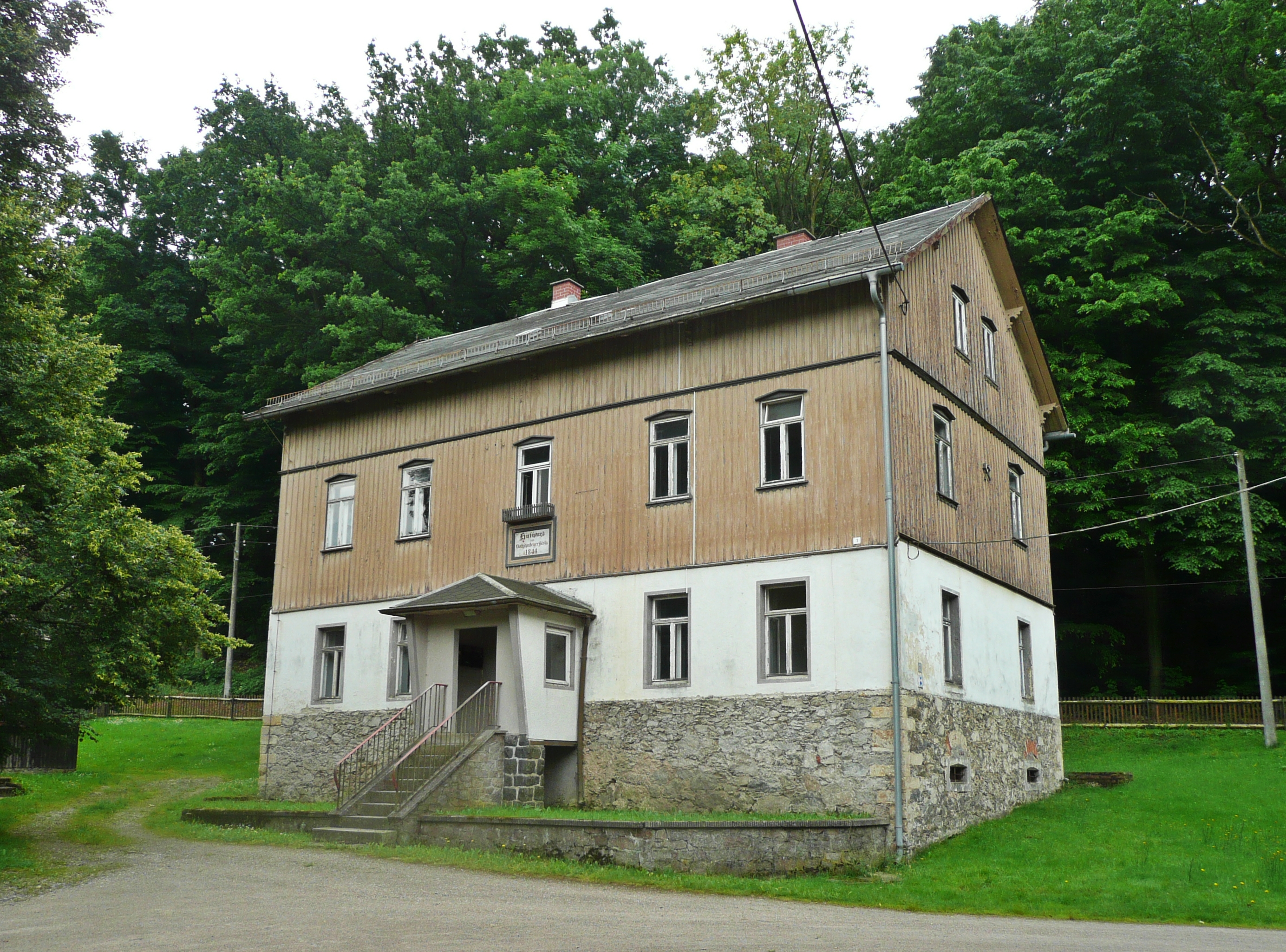
Das 1844 errichtete Huthaus des Stollns am IV. Lichtloch in Reinsberg

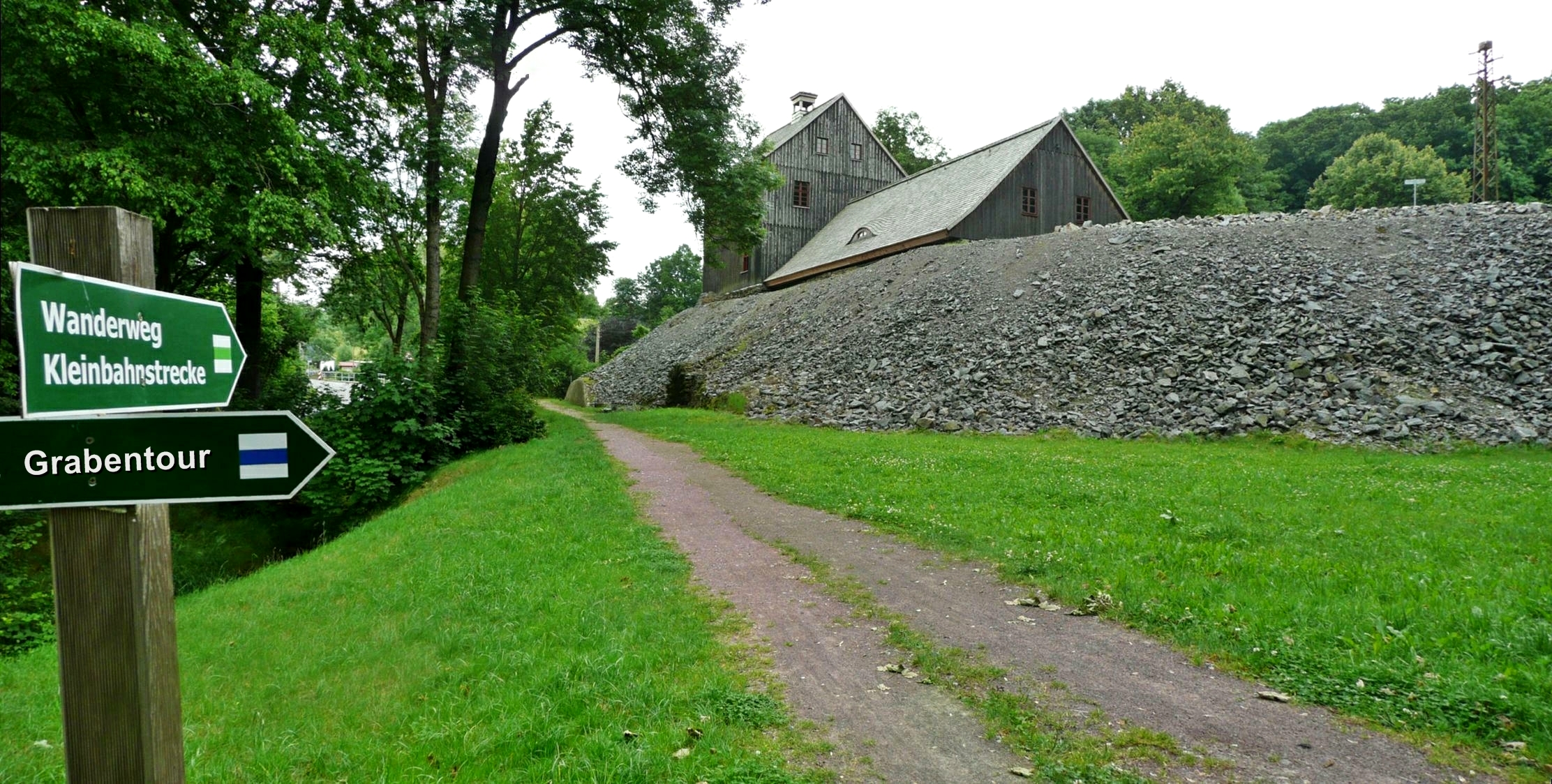
Reinsberg: Halde, Treibehaus und Radstubenkaue des IV. Lichtlochs, im Vordergrund verläuft die Trasse der ehemaligen Schmalspurbahn Freital-Potschappel–Nossen

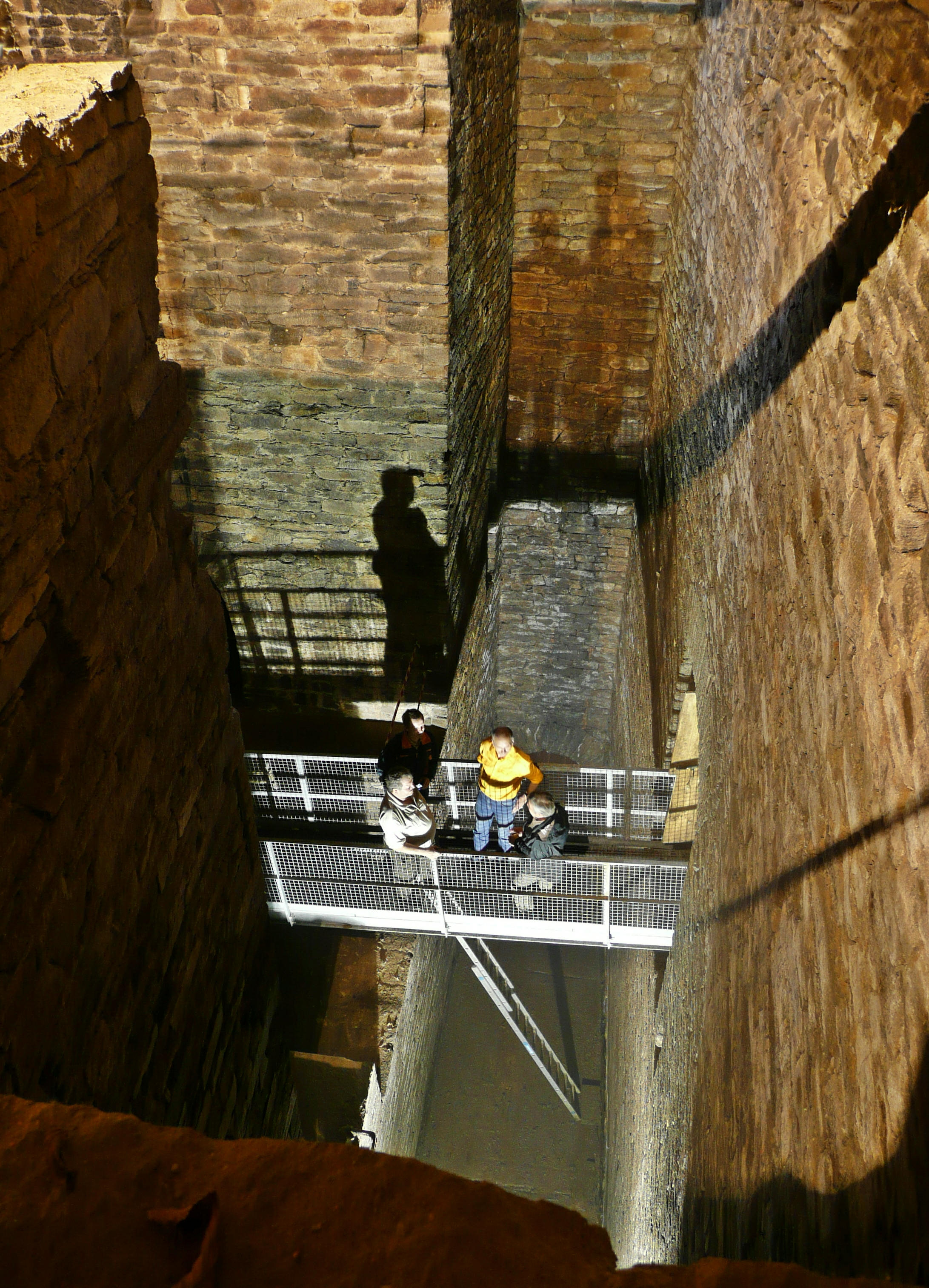
Blick in die Radstube des Kehrrades vom IV. Lichtloch des Stollns in Reinsberg. In der Stube befand sich ein Kehrrad mit einem Durchmesser von 11,9 Metern und einer Breite von 1,6 Metern.

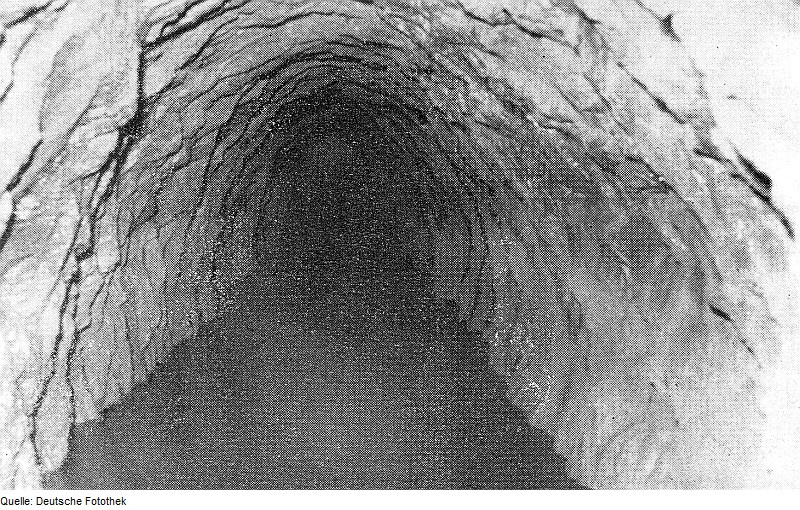
Blick in den Rothschönberger Stolln, aus: Sächs. Heimatblätter 6, 1978

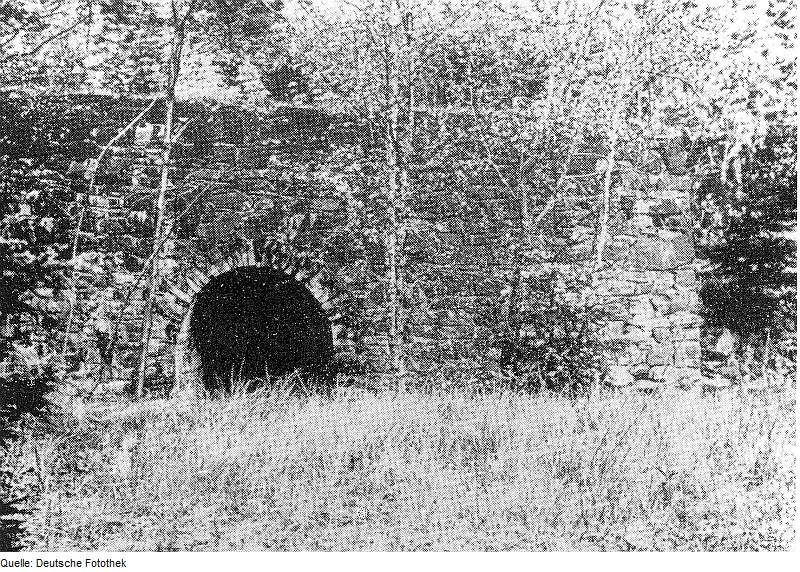
Schachthausfundamente am I. Lichtloch

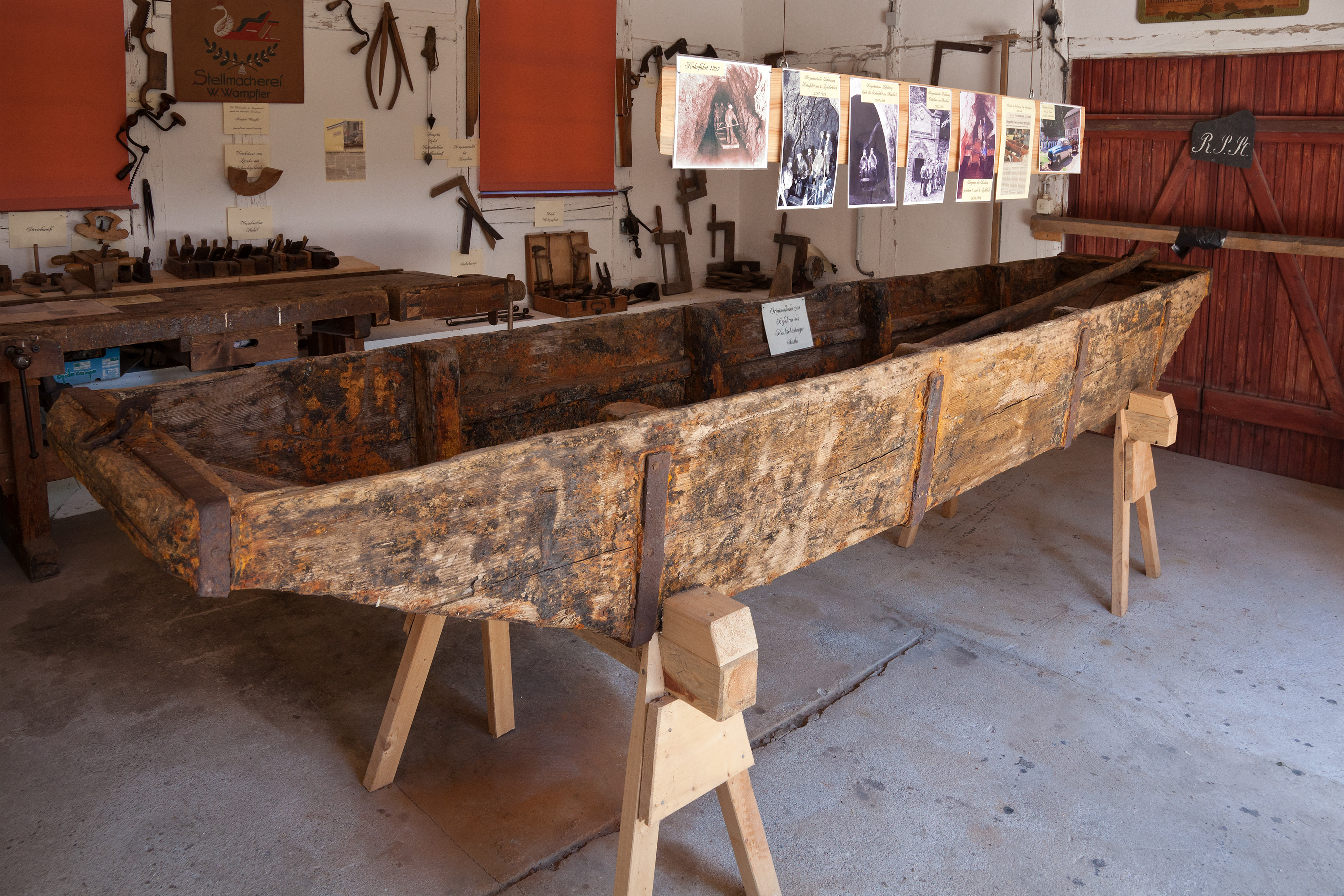
Original-Kahn zum Befahren des Stollns

Pläne einer tieferen Wasserlösung des Freiberger Reviers bestanden schon seit Beginn des 19. Jahrhunderts. Dadurch sollten vor allem die im 18. Jahrhundert abgesoffenen Grubenbaue auf dem Halsbrücker Spat und Lorenz-Gegentrum im Halsbrücker Revier wieder aufgewältigt werden. Konkret wurden diese Pläne eines Tiefen Meißner Erbstollns, der die Grubenwässer des Freiberger Reviers in die Elbe bei Meißen führen sollte, unter Oberberghauptmann August von Herder. Teil des Projektes waren ein Gutachten des Oberkunstmeisters Brendel, das die erforderlichen technischen Maßnahmen für die Wiederaufnahme des Halsbrücker Bergbaus und deren Kosten darlegte. Ebenso konnte Herder den Gelehrten Alexander von Humboldt als Befürworter seines Projektes gewinnen. Nach Herders Tod 1838 wurde das kostenintensive Projekt ad acta gelegt. Der Freiberger Bergmeister Karl Gustav Adalbert von Weissenbach machte einen realisierbaren Vorschlag für einen um 9 km kürzeren Erbstolln, der 97 m über der von Herder favorisierten Teufe aufgenommen und zur Triebisch bei Rothschönberg führen sollte.

### Auffahrung
Der Stollnvortrieb erfolgte ab 1844 in mehreren Rechtsformen. Einerseits war dies der Fiskalische Rothschönberger Erbstolln, für den eine eigene Behörde, die Königliche Administration des Rothschönberger Stollns, eingerichtet wurde. Parallel dazu wurden auch innerhalb des Reviers die Vortriebsarbeiten für den Rothschönberger Stolln im Revier aufgenommen, deren Ausführung der Revierwasserlaufanstalt unterstand. Innerhalb der einzelnen Berggebäude entstanden weitere Stollntrakte, die zu den jeweiligen Gruben gehörten. Dabei kam erstmals die Weisbachsche Visiermarkscheidekunst (Verwendung von Theodoliten und Nivelliergeräten) zum Einsatz. Unter Tage wurde beim Vortrieb des Stollns jedoch die herkömmliche Ziehmarkscheidekunst (Hängekompass und Gradbogen) angewandt.
Für den Vortrieb des fiskalischen Stollnteiles wurden zunächst 7 Lichtlöcher abgeteuft, zu denen aufgrund der schwierigen Verhältnisse des Halsbrücker Altbergbaus 1865 noch ein achtes hinzukam. Speziell für diesen Vortrieb konstruierte der Kunstmeister Schwamkrug die nach ihm benannte Schwamkrugturbine, die in mehreren Lichtlöchern zum Einsatz kam. Um das benötigte Aufschlagwässer für das IV. und V. Lichtloch heranzuführen, wurde die Grabentour angelegt. Das Aufschlagwasser für das VII. Lichtloch wurde dem Churprinzer Bergwerkskanal entnommen und über eine Rösche zum Lichtloch geführt.
Die 1844 begonnenen Arbeiten am fiskalischen Teil wurden 1877 unter Halsbrücke mit dem Durchschlag zum Revierstollntrakt beim Hoffnungschacht abgeschlossen. Infolge des wachsenden politischen Druckes zur Fertigstellung entschloss sich die Bergverwaltung, den Auftrag für den Durchschlag zwischen dem VIII. Lichtloch und dem Revierstolln an den Bergingenieur Adolph Mezger als Subunternehmer zu vergeben. Mezger realisierte den Durchschlag im Maschinenbohrverfahren mit italienischen Akkordarbeitern. 1882 war der Stolln mit dem Anschluss der Grube Himmelsfürst hinter Erbisdorf vollendet. Insgesamt besaß der Rothschönberger Stolln eine Länge von 50,9 km, von denen der fiskalische Teil einen Anteil von 13,9 km, der Hauptstollntrakt innerhalb des Reviers 15 km und schließlich die Verzweigungen zu den Gruben 22 km hatten.
Der Verbruch am I., starke „Wassererschrotungen“ am VI. Lichtloch und eine fehlerhafte Berechnung des Markscheiders Ferdinand Heinrich Steeger, die beim Durchschlag zwischen dem I. und II. Lichtloch zu einer starken vertikalen und horizontalen Abweichung beider Örter führte, erhöhten die Kosten des Projektes sehr und verzögerten die Fertigstellung mehrfach. Hinzu kamen noch Entschädigungskosten für Brunnenzäpfungen und den ersatzweisen Röhrwasserleitungsbau in Niederreinsberg, Krummenhennersdorf, Fasanenhäuser und Gotthelffriedrichsgrund.
Der Stolln erreichte die Freiberger Gruben zu einem Zeitpunkt, als nach der Einführung des Goldstandards im Jahre 1871 bereits der Niedergang des Freiberger Silberbergbaus eingesetzt hatte. 36 Jahre nach seiner Vollendung musste die letzte der inzwischen verstaatlichten Freiberger Silbergruben stillgelegt werden.

### Verbrüche
Bereits während des Baus kam es beim I. Lichtloch zu einem Verbruch, als der Stollnvortrieb am Gebirgsübergang vom Gneis zum Tonschiefer einem Schwimmsandtrichter anfuhr. Dieser Bereich wurde nach langjährigen Versuchen schließlich durchfahren und mit Sandsteinmauerung, dem sogenannten Schluchtengewölbe, ausgebaut.
Durch das Julihochwasser von 1897 kam es im Bereich des Altbergbaus auf dem Halsbrücker Spat, dem schon bei der Errichtung am schwierigsten und nur durch den Einbau eines Sandsteingewölbes zu realisierenden Teil des Stollns, zu einem Verbruch. 1898 wurde der eingestürzte Abschnitt durch einen Stollnumbruch ersetzt, anschließend abgeworfen und durch zwei 3 m starke Ziegeldämme abgetrennt.
Infolge des Hochwassers 2002 traten erneut größere Schäden am Stolln auf, als Wassermassen durch auflässige Tagesöffnungen, aber auch von über Tage in die Freiberger Gruben eindrangen. Im Lehr- und Forschungsbergwerk Reiche Zeche stieg der Wasserpegel um 23 m. Der bereits jahrelang vernachlässigte untere (ehemals fiskalische) Teil des Stollns erreichte sehr schnell die Grenze seiner Kapazität und ging erneut an seiner größten Schwachstelle, den unterfahrenen Grubenbauen des Halsbrücker Spates, zu Bruch. Eindrucksvoll war der dramatische Anstieg des Wassers durch den Totalausfall der Webcam am 13. August 2002 um 13:47:06 Uhr im Internet zu sehen. Die Annahme eines erneuten Verbruches auf dem Halsbrücker Spat bestätigte sich und es zeigte die Gefahr weiterer Schäden bei einem unkontrollierten Durchbruch der Stauwässer durch die Bruchmasse. Ebenso war bei weiteren Hochwässern kein Ablauf der Wassermassen gewährleistet und Bergschäden bis hin zu Tagesbrüchen wurden wahrscheinlich.
Im November 2002 erhielt das Spezialunternehmen Schachtbau Nordhausen den Auftrag zur Freilegung des Stollns. Nachdem sichtbar wurde, dass der Umbruch oberhalb des VIII. Lichtloches bei Halsbrücke auf einer Länge von 150 m zusammengegangen war, wurde der 1898 verbrochene ursprüngliche Stollntrakt wieder freigelegt und mit Spritzbeton saniert, so dass der Stollnumbruch wieder abgeworfen werden konnte. Als die Arbeiten abgeschlossen waren, wurde der Stolln am 13. Februar 2004 durch den sächsischen Staatsminister für Wirtschaft und Arbeit Martin Gillo wieder in Betrieb genommen.
Nach dem Abfluss des Wasserrückstaus wurden weitere Schäden durch Abbruch von Teilen der Stollnfirste im Revier zwischen der Reichen Zeche in Freiberg und dem Dreibrüderschacht in Zug sichtbar.

### Kavernenkraftwerk
Als der Freiberger Bergbau 1912 stillgelegt wurde, wurden die juristischen Voraussetzungen für die Verwendung der nun nicht mehr benötigten Aufschlagwässer der Revierwasserlaufanstalt zur Erzeugung elektrischer Energie geschaffen. Im Jahre 1913 entstand im Dreibrüderschacht in einer Tiefe von 272 m das weltweit zweite Kavernenkraftwerk, in dem das Höhengefälle zum Rothschönberger Stolln für den Turbinenantrieb genutzt wurde. Das am 24. Dezember 1914 eingeweihte Revierelektrizitätswerk wurde 1922 noch um ein Oberwerk zur Ausnutzung des Gefälles zum Moritzstolln im Konstantinschacht erweitert. 1924 erreichte das Unterwerk auf der Sohle des Rothschönberger Stollns im Dreibrüderschacht seine konzipierte Kapazität, die 1943 noch erhöht wurde. Der Stauraum des Unterwerks fasste 1,5 Mio. m³ Wasser. 1948 wurde er wegen der Wiederaufnahme des Freiberger Bergbaus abgelassen. Nach der endgültigen Einstellung des Bergbaus 1969 wurde das Unterwerk durch den VEB Energieversorgung Karl-Marx-Stadt wieder in Betrieb genommen, gleichzeitig das bisher zur Stromerzeugung genutzte Oberwerk stillgelegt und der Konstantinschacht nach der Demontage aller Anlagen verwahrt. 1972 ging das Kavernenkraftwerk endgültig vom Netz, wobei die Betriebsanlagen erhalten blieben und für eine spätere Wiederinbetriebnahme konserviert wurden. 
1947 wurde durch die Verstaatlichung der Revierwasserlaufsanstalt der gesamte Stolln Eigentum des Landes Sachsen. Ab 1954 wurde die bis dahin von der Bergrevierverwaltung Freiberg vorgenommene wasserrechtliche Bewirtschaftung dem VEB Wasserwirtschaft Karl-Marx-Stadt übertragen. Nachfolgender Rechtsträger war bis 1990 die Wasserwirtschaftsdirektion Obere Elbe/Neiße. Die heutige Rechtsträgerschaft ist nicht geklärt.

## Gegenwärtige Bedeutung
Die Hauptaufgabe des Rothschönberger Stollns ist die Wasserlösung des Freiberger Bergbaureviers, vor allem des Lehr- und Forschungsbergwerks der Bergakademie Freiberg. Außerdem dient er in Verbindung mit den Freiberger Grubenbauen als Rückhaltespeicher. Dies zeigte sich besonders während des Hochwassers 2002.
Eine Befahrung des Eingangsbereiches hinter dem klassizistischen Hauptstollnmundlochportal ist nach Absprache mit dem Betreiber der Gaststätte „Triebischtalbaude“ in Neu-Tanneberg möglich.

## Landmarken
| Landmarke           | Position                         | Notiz |
| ------------------- | -------------------------------- | ----- |
| Röschenmundloch     | 51° 4′ 22,5″ N, 13° 24′ 15,6″ O  |       |
| Hauptstollnmundloch | 51° 4′ 2″ N, 13° 23′ 58,5″ O     |       |
| 1. Lichtloch        | 51° 3′ 4,1″ N, 13° 23′ 15,6″ O   |       |
| 2. Lichtloch        | 51° 2′ 10,5″ N, 13° 22′ 50,9″ O  |       |
| 3. Lichtloch        | 51° 1′ 19,7″ N, 13° 22′ 27,1″ O  |       |
| 4. Lichtloch        | 51° 0′ 26,9″ N, 13° 22′ 0,4″ O   |       |
| 5. Lichtloch        | 50° 59′ 36,1″ N, 13° 21′ 28″ O   |       |
| 6. Lichtloch        | 50° 58′ 43,6″ N, 13° 21′ 5,2″ O  |       |
| 7. Lichtloch        | 50° 57′ 49,6″ N, 13° 20′ 37,6″ O |       |

## Landkarten
- Grosse Radwander- und Wanderkarte Freiberg Tharandter Wald und Umgebung..., 1:35000, Verlag Dr. Barthel, Borsdorf bei Leipzig, o. J. (vor 2025), ISBN 978-3-89591-121-7 (eingezeichneter Stollenverlauf zwischen den Lichtlöchern 7 bei Halsbrücke und 4 bei Reinsberg, Felder I4 bis J1)

Die nördlichen Anschlusskarten namens
- Mulderadweg -Freiberger Mulde, selbiger Verlag, ISBN 978-3-89591-157-6 (im Maßstab 1:50000)
- sowie Döbeln, Nossen, Triebischtal und Umgebung, 1:50000, selber Verlag, ISBN 978-3-89591-030-2

verzeichnen vermutlich jeweils den Verlauf des Stollens nördlich des 4. Lichtloches.